# Pedro Cuyeo
Pedro Cuyeo -llamado también Callén, Cuieo, Cuyeu, Cuyén y Cuyeri- (siglo XVII) fue un arquitecto español, activo en Aragón durante la segunda mitad del siglo XVII.
Destacó en sus obras en Zaragoza, donde consta como miembro de la Cofradía de albañiles desde 1662. De su labor en esta ciudad destaca la ejecución, durante el arzobispado de Antonio Ibáñez de la Riva Herrera, de la Torre de la Seo junto a Gaspar Serrano y Jaime Busiñac, la Iglesia de la Mantería, el trasagrario del Convento de San Agustín y la participación en las obras del Convento de Santa Inés, así como del templo de San Miguel de los Navarros. Planteó, igualmente, los errores que se estaban produciendo en la cimentación de El Pilar de Zaragoza.
Del resto de su actividad en Aragón, destaca la construcción de la Iglesia de Santa María la Mayor (Alcorisa), en Teruel.